# صون المعلم
صون المعلم (بالإنجليزية: Teacher retention)‏ هو مجال من مجالات البحث التربوي يركز على كيفية تأثير عوامل مثل خصائص المدرسة والتركيبة السكانية للمعلمين على بقاء المعلمين في مدارسهم أو انتقالهم إلى مدارس مختلفة أو ترك المهنة قبل التقاعد. تم تطوير هذا المجال استجابة لنقص ملحوظ في سوق العمل التعليمي في التسعينيات. يثبت أحدث تحليل تلوي أن عوامل المدرسة وعوامل المعلم والعوامل الخارجية والسياسية هي عوامل رئيسية تؤثر على استنزاف المعلمين والاحتفاظ بهم. يُعتقد أن استنزاف المعلمين أعلى في المدارس ذات الدخل المنخفض وفي المواد ذات الاحتياج المرتفع مثل الرياضيات والعلوم والتربية الخاصة. تشير الأدلة الأحدث إلى أن خصائص تنظيم المدرسة لها تأثيرات كبيرة على قرارات المعلمين بالبقاء أو المغادرة.
يمكن أن يحدث نقص المعلمين بسبب انخفاض صون المعلمين وانخفاض العرض من المعلمين. يعتمد العرض من المعلمين على مرونة الأجور.